# Walter Conrad Arensberg
Walter Conrad Arensberg (4 aprile 1878 – 29 gennaio 1954) è stato un collezionista d'arte, critico d'arte e poeta statunitense.

## Biografia

### Gioventù e formazione
Nato a Pittsburgh, Walter Conrad Arensberg era il figlio maggiore di Conrad Christian Arensberg, comproprietario e presidente di un'azienda siderurgica, e della sua seconda moglie Flora Belle. Dopo essersi laureato in lingua inglese e filosofia all'Università di Harvard, Walter Conrad Arensberg viaggiò in Europa, e, durante il suo soggiorno in Italia, si appassionò a Dante Alighieri.
Nel 1907, dopo essere tornato negli Stati Uniti, Arensberg sposò Mary Louise Stevens, che condivideva lo stesso interesse per l'arte. Nello stesso periodo, lui andò a vivere con lei a Cambridge, nel Massachusetts.

### Anni 1910
Nel 1913, Arensberg e la moglie visitarono l'Armory Show, prima grande mostra d'arte moderna tenuta negli USA che li spinse a dedicarsi al collezionismo d'arte. Dopo essersi nuovamente trasferito a New York, Arensberg acquistò un appartamento sulla trentatreesima che divenne un punto di ritrovo frequentato da importanti artisti come John Covert, Jean Crotti, Francis Picabia, e Marcel Duchamp, con il quale strinse un forte legame di amicizia. I due co-fondarono assieme ad altri artisti la Society of Independent Artists e crearono il ready-made Con rumore segreto (1916), un gomitolo incastrato fra due lastre di ottone. All'interno dell'opera, Arensberg inserì un oggetto sconosciuto all'insaputa dell'amico che, scuotendolo, genera rumore.
Arensberg si era intanto anche dedicato alla scrittura di poesie, dapprima ispirate al simbolismo, e poi alle arti visive e d'avanguardia. I suoi versi sono raccolti in Poems (1914), Idols (1916) e in varie riviste dada uscite fra il 1917 e il 1919 (Rogue, The Blind Man, 391, TNT). La sua Voyage a l'Infini verrà antologizzata da Edmund Clarence Stedman.

### Anni 1920

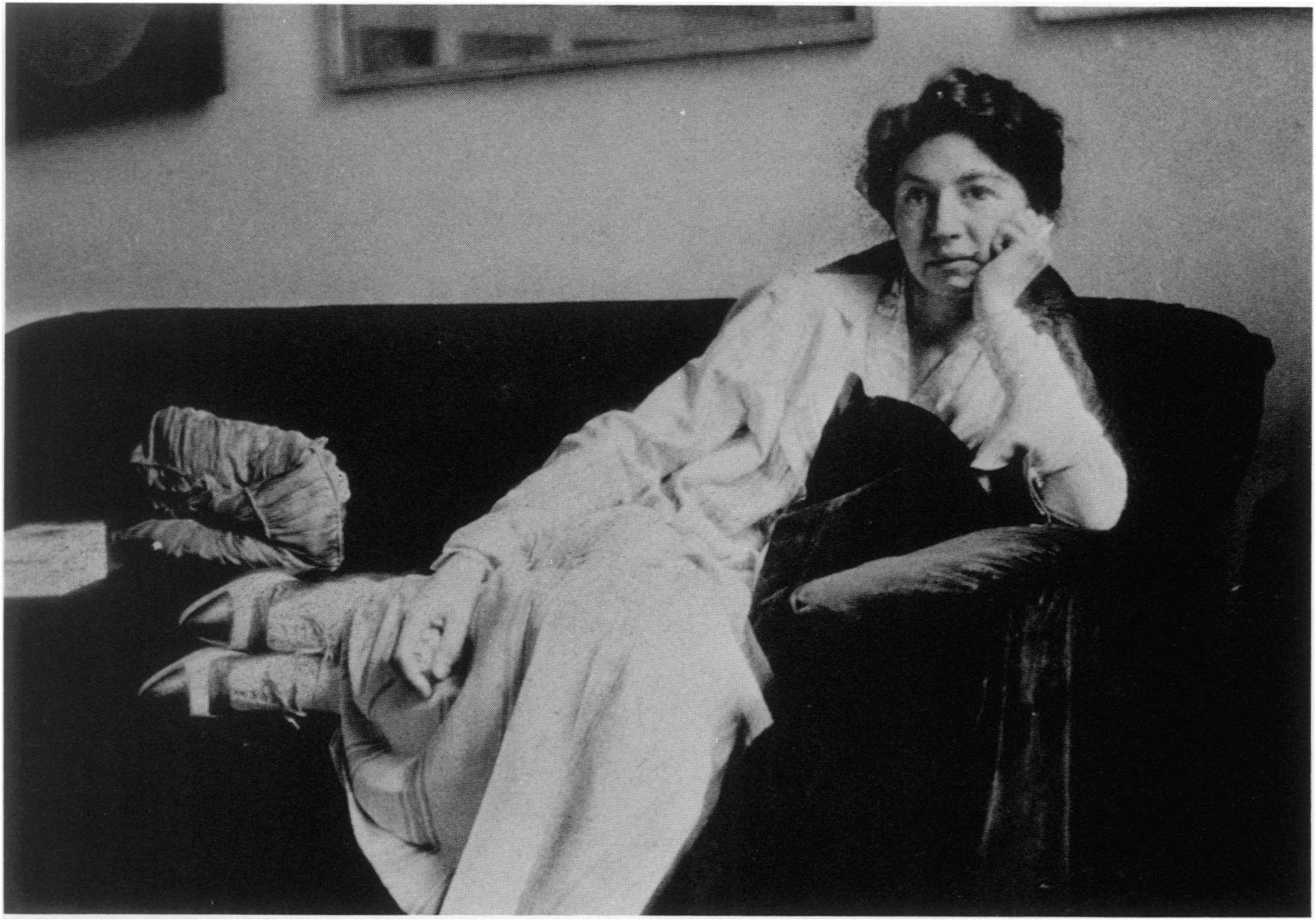
Mary Louise Stevens (ca. 1918)

Nel 1921, Arensberg e sua moglie si trasferirono a Hollywood. Benché i due pensavano inizialmente di rimanervi solo temporaneamente, essi non cambiarono più residenza (questo se si esclude un periodo perdurato un solo anno, fra il 1925 e il 1926, durante il quale si trapiantarono ancora una volta a New York). Occuparono originariamente la Residence A, una pensione collocata su Olive Hill commissionata da Aline Barnsdall a Frank Lloyd Wright. Durante il mese di settembre del 1927, gli Arensberg acquistarono la proprietà al 7065 di Hillside Avenue, un esempio di revival mediterraneo costruito nel 1920 per Lee B. Memefee e progettato dall'architetto William Lee Woollett; in seguito, Arensberg e Stevens commissionarono all'architetto Richard Neutra un'aggiunta per ospitare la versione in bronzo dell'Uccello nello spazio (1924) di Constantin Brâncuși.
Nel mentre, l'interesse di Arensberg per la crittografia e i codici segreti si concretizzò nella pubblicazione di The Cryptography of Dante (1921) un'interpretazione freudiana della Divina Commedia che fu oggetto di scandalo (l'Evening Journal lo definì un "affronto all'immortale Inferno dantesco"), e The Cryptography of Shakespeare (1922), stando al quale, nelle opere di Shakespeare, vi sarebbero degli acrostici e degli anagrammi che celerebbero il nome "Francis Bacon". In The secret grave of Francis Bacon and his mother in the Lichfield chapter house (1923) e The Shakespearean mystery (1928), Arensberg si servì di un "cifrario chiave" per trovare dei messaggi che avessero a che fare con i Rosacroce.

### Anni 1930
Arensberg fu membro del consiglio della Los Angeles Art Association (1937), del Los Angeles County Museum of Art (1938–1939) e del Southwest Museum (1944–1954). Inoltre, fu membro fondatore del consiglio di amministrazione dell'effimero American Arts in Action (1943) e del Modern Institute of Art, Beverly Hills (1947–1949), che erano entrambe organizzazioni mirate a promuovere l'arte moderna in California.
Nel 1937, Arensberg e sua moglie fondarono a Los Angeles la Francis Bacon Foundation con l'intento di promuovere "la ricerca nella storia, nella filosofia, nella scienza, nella letteratura e nell'arte, con particolare riferimento alla vita e alle opere di Francis Bacon".

### Morte
Walter Arensberg spirò nel 1954 all'età di settantacinque anni, e venne sepolto presso il cimitero di Allegheny, a Pittsburgh.

## Opere
- Poems, 1914
- Idols, 1916
- The Cryptography of Dante, 1921
- The Cryptography of Shakespeare, 1922
- The secret grave of Francis Bacon and his mother in the Lichfield chapter house, 1923
- The Shakespearean mystery, 1928